# Vittore Rosario Fernandes
Vittore Rosario Fernandes (Goa, 21 de mayo de 1881 - Mangalore, 4 de junio de 1955) fue un sacerdote católico indio, de origen portugués, obispo de la diócesis de Mangalore.

## Biografía
Vittore Rosario Fernandes nació en Goa (India) el 21 de mayo de 1881, en el seno de una familia cristiana de origen portugués. Fue ordenado sacerdote el 19 de marzo de 1910. El papa Pío XI le nombró obispo de Mangalore el 6 de mayo de 1931 y fue consagrado el 21 de septiembre de ese mismo año, por Leo Peter Kierkels, arzobispo titular de Salamis y delegado apostólica para la India. Gobernó la diócesis de 1931 hasta su muerte, acaecida el 4 de junio de 1955. Durante su gobierno se preocupó por la reestructuración del territorio eclesiástico de Mangalore. Fue en su tiempo que la diócesis cedió parte del mismo en favor de la creación de la diócesis de Calicut (1923) y pasó de ser sufragánea de la arquidiócesis de Pondicherry a la arquidiócesis de Bangalore (1953). Dentro su plan de trabajo pastoral, se apoyó de los institutos de vida consagrada presentes en la región y aprobó nuevas congregaciones religiosas como la Congregación de las Ursulinas Franciscanas (1923), cuyas religiosas, por mucho tiempo, le consideraron uno de sus cofundadores.